# Clausia lobata
Clausia lobata – gatunek widłonoga z rodziny Clausiidae. Nazwa naukowa tego gatunku skorupiaków została opublikowana w 2000 roku przez koreańskiego profesora zoologii Il-Hoi Kima.